# Petrus Edeling
Petrus Edeling (auch: Peter Edeling) (* 1522 in Pasewalk, Pommern; † 16. Januar 1602 in Kolberg) war ein lutherischer Theologe und als reformatorischer Superintendent des Bistums Cammin (Stift Kolberg-Cammin).

## Leben und Wirken
Im Jahre 1549 war Petrus Adam Gesangslehrer in Greifswald und erwarb dort die Würde eines Magisters. 1557 übernahm er eine Pastorenstelle in seiner Geburtsstadt Pasewalk.
Am 30. August 1567 erhielt Petrus Edeling die Berufung zum Superintendenten (die Bezeichnung Generalsuperintendent kam erst später auf) des Bistums Cammin, in der Nachfolge von Georg Venetus. Am 25. April 1568 wurde er im Kolberger Dom in sein Amt eingeführt, das er bis zu seinem Tod im 80. Lebensjahr bekleidete.
Berühmt wurde Petrus Edeling mit einer auf Weisung von Herzog Kasimir IX. von Pommern-Wolgast vorgenommenen Visitation der Kirchen, Schulen und sozialen Einrichtungen.
Sein Nachfolger im Amt wurde Adam Hamel.